# Plehtiivka, Ripkî
Plehtiivka (în ucraineană Плехтіївка) este un sat în comuna Zaderiivka din raionul Ripkî, regiunea Cernihiv, Ucraina.

## Demografie
Componența lingvistică a localității Plehtiivka
     Ucraineană (100%)
Conform recensământului din 2001, toată populația localității Plehtiivka era vorbitoare de ucraineană (100%).